# Elchweiler
Elchweiler là một đô thị ở huyện Birkenfeld, bang Rheinland-Pfalz, nước Đức. Đô thị Elchweiler có diện tích 2,15 km².